# Поляков Никифор Іванович
Никифор Іванович Поляков  — радянський діяч, голова виконавчого комітету Кременчуцької та Глухівської окружних рад. Член ВУЦВК.

## Життєпис
Член РСДРП(б) з 1917 року.
У 1923—1924 роках — прокурор Кременчуцького округу.
9 травня 1924 — жовтень 1925 року — голова виконавчого комітету Кременчуцької окружної ради.
У 1927 — квітні 1929 року — голова виконавчого комітету Глухівської окружної ради.
Подальша доля невідома.